# Magyarország a 2021. évi nyári universiadén
Magyarország a 2021. évi nyári universiade egyik részt vevő nemzete volt, amelyet 2021-re terveztek majd, 2022-re de a világjárvány miatt 2023-ban rendeztek meg Csengtuban, Kína városában. Az egyetemi és főiskolai sportolók világméretű seregszemléjén 12 sportágban 113 magyar sportoló vett részt.

## Érmesek
| Érem  | Versenyző | Versenyszám          | Versenyszám              |
| ----- | --- | -------------------- | ------------------------ |
| Arany | Gőz Roland | cselgáncs            | -90 kg                   |
| Arany | Pigniczki Fanni | ritmikus gimnasztika | Egyéni összetett         |
| Arany | Pigniczki Fanni | ritmikus gimnasztika | Labda                    |
| Ezüst | Bajos Gitta Dénes Eszter Lovász Dorina | sportlövészet        | Légpuska 10 m csapat     |
| Ezüst | Fábián Sára | sportlövészet        | Légpisztoly 10 m         |
| Ezüst | Fábián Sára | sportlövészet        | Pisztoly 25 m            |
| Ezüst | Sebestyén Dalma | úszás                | 200 m vegyes             |
| Ezüst | Sebestyén Dalma | úszás                | 400 m gyors              |
| Ezüst | Késely Ajna | úszás                | 200 m pillangó           |
| Ezüst | Ágh György Aranyi Máté Baksa Benedek Batizi Benedek Bóbis Botond Dala Döme Máté Danka Benedek Ekler Bendegúz Kevi Bendegúz Mizsei Márton Nyíri Balázs Sugár Péter Szeghalmi Zsombor | vízilabda            | Csapat                   |
| Ezüst | Horváth Gergő | vívás                | Kard                     |
| Bronz | Török Gergely | atlétika             | Magasugrás               |
| Bronz | Mátó Sára | atlétika             | 400 m gát                |
| Bronz | Gyertyás Róza | cselgáncs            | -52 kg                   |
| Bronz | Furkó Kálmán Szabó Bence | evezés               | Könnyűsúlyú kétpárevezős |
| Bronz | Szabó-Feltóthy Eszter | úszás                | 200 m hát                |
| Bronz | Gnám Tamara Tóth Jázmin Kardos Edina Muhari Eszter | vívás                | Párbajtőr csapat         |

## Versenyzők száma
| Sportág              | Magyar résztvevő | Magyar résztvevő | Magyar résztvevő |
| Sportág              | Férfi            | Nő               | Össz.            |
| -------------------- | ---------------- | ---------------- | ---------------- |
| Asztalitenisz        | 4                | 0                | 4                |
| Atlétika             | 13               | 11               | 24               |
| Cselgáncs            | 5                | 2                | 7                |
| Evezés               | 7                | 3                | 10               |
| Íjászat              | 1                | 0                | 1                |
| Kosárlabda           | 0                | 12               | 12               |
| Ritmikus gimnasztika | 0                | 1                | 1                |
| Sportlövészet        | 4                | 8                | 12               |
| Taekwondo            | 0                | 2                | 2                |
| Úszás                | 0                | 7                | 7                |
| Vízilabda            | 13               | 0                | 13               |
| Vívás                | 12               | 8                | 20               |
| Összesen             | 59               | 54               | 113              |

## Asztalitenisz

### Férfi
| Versenyző                                                     | Versenyszám | Csoportkör                           | Csoportkör                        | Csoportkör                       | 64-es főtábla                       | 32-es főtábla       | Nyolcaddöntő         | Negyeddöntő       | Elődöntő          | Döntő             | Helyezés |
| Versenyző                                                     | Versenyszám | Ellenfél Eredmény                    | Ellenfél Eredmény                 | Ellenfél Eredmény                | Ellenfél Eredmény                   | Ellenfél Eredmény   | Ellenfél Eredmény    | Ellenfél Eredmény | Ellenfél Eredmény | Ellenfél Eredmény | Helyezés |
| ------------------------------------------------------------- | ----------- | ------------------------------------ | --------------------------------- | -------------------------------- | ----------------------------------- | ------------------- | -------------------- | ----------------- | ----------------- | ----------------- | -------- |
| Kovács Sebestyén                                              | Egyes       | Tuvshinjargal Usukhbayar (MGL) · 3–1 | Gunduz İbrahi̇m (TUR) · 0–3        | Hohmeier Nils (GER) · 3–2        | Mehta Jaynil (IND) · 4–2            | Ho Kwan (HKG) · 2–4 | kiesett              | kiesett           | kiesett           | kiesett           | kiesett  |
| Huzsvár Erik                                                  | Egyes       | Tanigaki Yuma (JPN) · 0–3            | Panahov Kanan (AZE) · 3–0         | Bissu Niran Nehemiah (GUY) · 3–0 | Zhou Kai (CHN) · 0–4                | kiesett             | kiesett              | kiesett           | kiesett           | kiesett           | kiesett  |
| Molnár Dávid                                                  | Egyes       | Gankhuyag Ser-od (MGL) · 3–0         | Chia Shing Kee Damian (SIN) · 3–2 | Chan Chi (CHN) · 3–2             | Jeho Himnakulhpuingheta (IND) · 0–4 | kiesett             | kiesett              | kiesett           | kiesett           | kiesett           | kiesett  |
| Mihalovity Dominik                                            | Egyes       | Meringdal Fredrik (NOR) · 3–1        | Orac Daniel (SVK) · 0–3           | Saadawi Ahmed (QAT) · 3–0        | kiesett                             | kiesett             | kiesett              | kiesett           | kiesett           | kiesett           | kiesett  |
| Kovács Sebestyén Molnár Dávid                                 | Páros       |                                      |                                   |                                  | Irán (IRI) · 1–3                    | kiesett             | kiesett              | kiesett           | kiesett           | kiesett           | kiesett  |
| Huzsvár Erik Mihalovity Dominik                               | Páros       |                                      |                                   |                                  | Omán (OMA) · 3–0                    | Kína (CHN) · 0–3    | kiesett              | kiesett           | kiesett           | kiesett           | kiesett  |
| Kovács Sebestyén Huzsvár Erik Molnár Dávid Mihalovity Dominik | Csapat      | Dél-Korea (KOR) · 3–1                | Ciprus (CYP) · 3–0                | Szlovákia (SVK) · 3–1            |                                     |                     | Hongkong (HKG) · 0–3 | kiesett           | kiesett           | kiesett           | kiesett  |

## Atlétika

### Férfi
| Versenyző    | Versenyszám | Előfutam | Előfutam | Előfutam | Elődöntő | Elődöntő | Elődöntő | Döntő   | Döntő    |
| Versenyző    | Versenyszám | Idő      | Hely.    | Össz.    | Idő      | Hely.    | Össz.    | Idő     | Helyezés |
| ------------ | ----------- | -------- | -------- | -------- | -------- | -------- | -------- | ------- | -------- |
| Nagy Richárd | 110 m gát   | 14,59    | 7.       | 20.      |          |          |          | kiesett | kiesett  |
| Soós Levente | 400 m gát   | 53,12    | 7.       | 26.      | kiesett  | kiesett  | kiesett  | kiesett | kiesett  |
| Arany Attila | Félmaraton  |          |          |          |          |          |          | 1:12,33 | 29.      |

| Versenyző             | Versenyszám   | Selejtező | Selejtező | Döntő    | Döntő    |
| Versenyző             | Versenyszám   | Eredmény  | Helyezés  | Eredmény | Helyezés |
| --------------------- | ------------- | --------- | --------- | -------- | -------- |
| Guth Mátyás           | Magasugrás    | 2,10 m    | 15.       | kiesett  | kiesett  |
| Török Gergely         | Magasugrás    | 2,15 m    | 9.        | 2,20 m   |          |
| Németh Mátyás         | Távolugrás    | 7,79 m    |           | 08.06    |          |
| Hodossy-Takács Sámuel | Távolugrás    | 7,43 m    |           | kiesett  | kiesett  |
| Iván Zsombor          | Hármasugrás   | 15,18 m   | 18.       | kiesett  | kiesett  |
| Tóth Balázs           | Súlylökés     |           |           | 17,39 m  | 8.       |
| Strigencz Zalán       | Diszkoszvetés |           |           | 49,75 m  | 10.      |
| Czeller Gábor         | Kalapácsvetés | 69,66 m   | 7.        | 70,33 m  | 7.       |
| Doma Benedek          | Kalapácsvetés | 67,52 m   | 11.       | 67,02 m  | 10.      |
| Kovács Noel           | Gerelyhajítás | 69,43 m   | 14.       | kiesett  | kiesett  |

### Női
| Versenyző             | Versenyszám     | Előfutam | Előfutam | Előfutam | Elődöntő | Elődöntő | Elődöntő | Döntő         | Döntő         |
| Versenyző             | Versenyszám     | Idő      | Hely.    | Össz.    | Idő      | Hely.    | Össz.    | Idő           | Helyezés      |
| --------------------- | --------------- | -------- | -------- | -------- | -------- | -------- | -------- | ------------- | ------------- |
| K. Szabó Gabriella    | 800 m           | 2:10,26  | 7.       | 12.      | kiesett  | kiesett  | kiesett  | kiesett       | kiesett       |
| Heffner Hédi          | 1500 m          | 4:35,45  | 10.      | 19.      |          |          |          | kiesett       | kiesett       |
| Spiller Tiziana Kinga | 20 km gyaloglás |          |          |          |          |          |          | 1:44,00       | 13.           |
| Tóth Anna             | 100 m gát       | 13.16    | 1.       | 5.       | 12,98    | 2.       | 2.       | nem ért célba | nem ért célba |
| Mátó Sára             | 400 m gát       | 57,83    | 4.       | 7.       | 57,39    | 3.       | 3.       | 56,58         |               |
| Dobránszky Laura      | 400 m gát       | 1:01,32  | 4.       | 16.      | 1:00,54  | 7.       | 14.      | kiesett       | kiesett       |

| Versenyző        | Versenyszám   | Selejtező | Selejtező | Döntő    | Döntő    |
| Versenyző        | Versenyszám   | Eredmény  | Helyezés  | Eredmény | Helyezés |
| ---------------- | ------------- | --------- | --------- | -------- | -------- |
| Fekete Fédra     | Magasugrás    | 1,80 m    | 10.       | 08.06    |          |
| Bacsa Fanni      | Távolugrás    | 5,53 m    | 15.       | kiesett  | kiesett  |
| Veiland Violetta | Súlylökés     | 15,19 m   | 9.        | 14,89 m  | 10.      |
| Eszenyi Napsugár | Gerelyhajítás | 43,88 m   | 15.       | kiesett  | kiesett  |

| Versenyző     | Versenyszám | 100 m gát | 100 m gát | Magasugrás | Magasugrás | Súlylökés | Súlylökés | 200 m | 200 m | Távolugrás | Távolugrás | Gerelyhajítás | Gerelyhajítás | 800 m   | 800 m | Végeredmény | Végeredmény |
| Versenyző     | Versenyszám | Idő       | Pont      | Eredmény   | Pont       | Eredmény  | Pont      | Idő   | Pont  | Eredmény   | Pont       | Eredmény      | Pont          | Idő     | Pont  | Pont        | Helyezés    |
| ------------- | ----------- | --------- | --------- | ---------- | ---------- | --------- | --------- | ----- | ----- | ---------- | ---------- | ------------- | ------------- | ------- | ----- | ----------- | ----------- |
| Szűcs Szabina | Hétpróba    | 14,24     | 945       | 1,65 m     | 795        | 11,43 m   | 623       | 25,05 | 882   | 6,03       | 859        | 41,04 m       | 687           | 2:16,67 | 869   | 5660        | 9.          |

## Cselgáncs

### Férfi
| Versenyző            | Versenyszám | 32-es főtábla                        | Nyolcaddöntő                           | Negyeddöntő                           | Elődöntő                   | Bronz- mérkőzés                     | Döntő                   | Helyezés |
| Versenyző            | Versenyszám | Ellenfél Eredmény                    | Ellenfél Eredmény                      | Ellenfél Eredmény                     | Ellenfél Eredmény          | Ellenfél Eredmény                   | Ellenfél Eredmény       | Helyezés |
| -------------------- | ----------- | ------------------------------------ | -------------------------------------- | ------------------------------------- | -------------------------- | ----------------------------------- | ----------------------- | -------- |
| Máthé Bence Barnabás | -66 kg      | Zhubatkan Sunggat (KAZ) · 0S2–1S2    | kiesett                                | kiesett                               | kiesett                    | kiesett                             | kiesett                 | kiesett  |
| Tóth Benedek Endre   | -81 kg      | Varela Ferrer Alberto (ESP) · 10–0S2 | Dvalashvili Zaur (GEO) · 0S1–11S1      | kiesett                               | kiesett                    | kiesett                             | kiesett                 | kiesett  |
| Gőz Roland           | -90 kg      |                                      | Tangriev Mukhammadali (UZB) · 10S1–1S2 | Kuusik Mattias (EST) · 10–0           | Hajiyev Eljan (AZE) · 10–0 |                                     | Han Juyeop (KOR) · 10–0 |          |
| Havasi Bálint        | -100 kg     | Green Kalanikaito (JPN) · 0–10       | kiesett                                | kiesett                               | kiesett                    | kiesett                             | kiesett                 | kiesett  |
| Sipőcz Richárd       | +100 kg     |                                      | Chen Guan-heng (TPE) · 10–0S2          | Demetrashvili Irakli (GEO) · 10S1–0S2 | Kim Minjong (KOR) · 10–0   | Szczurowski Kacper (POL) · 10S1–0S1 | kiesett                 | kiesett  |

### Női
| Versenyző      | Versenyszám | 32-es főtábla     | Nyolcaddöntő                   | Negyeddöntő                   | Visszajátszás                 | Elődöntő          | Bronz- mérkőzés                  | Döntő             | Helyezés |
| Versenyző      | Versenyszám | Ellenfél Eredmény | Ellenfél Eredmény              | Ellenfél Eredmény             | Ellenfél Eredmény             | Ellenfél Eredmény | Ellenfél Eredmény                | Ellenfél Eredmény | Helyezés |
| -------------- | ----------- | ----------------- | ------------------------------ | ----------------------------- | ----------------------------- | ----------------- | -------------------------------- | ----------------- | -------- |
| Gyertyás Róza  | -52 kg      |                   | Lin Hsu-wan-chu (TPE) · 10–0S1 | Wurfel Annika (GER) · 0S2–1S1 | Abeuova Tolganay (KAZ) · 10–0 |                   | Juraeva Gulkhayo (UZB) · 1S2–0S2 |                   |          |
| Varga Brigitta | -63 kg      |                   | Krachten Nadiah (NED) · 0H–0S2 | kiesett                       | kiesett                       | kiesett           | kiesett                          | kiesett           | kiesett  |

## Evezés

### Férfi
| Versenyző                           | Versenyszám              | Előfutam | Előfutam | Vigaszág | Vigaszág | Elődöntő | Elődöntő | Elődöntő | Döntő | Döntő   | Döntő | Helyezés |
| Versenyző                           | Versenyszám              | Idő      | Hely.    | Idő      | Hely.    | Típus    | Idő      | Hely.    | Típus | Idő     | Hely. | Helyezés |
| ----------------------------------- | ------------------------ | -------- | -------- | -------- | -------- | -------- | -------- | -------- | ----- | ------- | ----- | -------- |
| Gerei Tamás                         | Egypárevezős             | 7:34,19  | 4.       | 7:21,39  | 1.       | A/B      | 7:20,21  | 4.       | B     | 7:10,93 | 2.    | 8.       |
| Furkó Kálmán Szabó Bence            | Könnyűsúlyú kétpárevezős | 6:46,41  | 2.       | 6:48,85  | 1.       |          |          |          | A     | 6:30,18 | 3.    |          |
| Hopp Márton Péter Kerekes Krisztián | Kormányos nélküli kettes | 7:25,97  | 4.       | 7:15,80  | 4.       |          |          |          | B     | 7:07,33 | 2.    | 8.       |
| Bácskai Máté Szabó Márton           | Kétpárevezős             | 6:52,27  | 2.       | 6:42,77  | 1.       |          |          |          | A     | 6:36,32 | 6.    | 6.       |

### Női
| Versenyző                     | Versenyszám              | Előfutam | Előfutam | Vigaszág | Vigaszág | Elődöntő | Elődöntő | Elődöntő | Döntő | Döntő   | Döntő | Helyezés |
| Versenyző                     | Versenyszám              | Idő      | Hely.    | Idő      | Hely.    | Típus    | Idő      | Hely.    | Típus | Idő     | Hely. | Helyezés |
| ----------------------------- | ------------------------ | -------- | -------- | -------- | -------- | -------- | -------- | -------- | ----- | ------- | ----- | -------- |
| Preil Vivien                  | Egypárevezős             | 8:13,26  | 1.       | erőnyerő | erőnyerő | A/B      | 8:09,73  | 4.       | B     | 8:05,36 | 1.    | 7.       |
| Fehérvári Eszter Szili Dorina | Könnyűsúlyú kétpárevezős | 53,31    | 3.       | 8:04,28  | 4.       |          |          |          | A     | 7:22,01 | 5.    | 5.       |

## Íjászat

### Férfi
| Versenyző    | Versenyszám   | Selejtező | Selejtező | 24-es főtábla     | 16-os főtábla            | Nyolcaddöntő      | Negyeddöntő       | Elődöntő          | Döntő             | Helyezés |
| Versenyző    | Versenyszám   | Pont      | Kiemelt   | Ellenfél Eredmény | Ellenfél Eredmény        | Ellenfél Eredmény | Ellenfél Eredmény | Ellenfél Eredmény | Ellenfél Eredmény | Helyezés |
| ------------ | ------------- | --------- | --------- | ----------------- | ------------------------ | ----------------- | ----------------- | ----------------- | ----------------- | -------- |
| Elekes Gergő | Egyéni csígás | 673       | 19.       |                   | Du Meiyu (CHN) · 142–144 | kiesett           | kiesett           | kiesett           | kiesett           | kiesett  |

## Kosárlabda

### Női
| Versenyző | Csoportkör              | Csoportkör          | Hely. | Negyeddöntő          | Helyosztó              | Helyosztó                   | Elődöntő          | Döntő             | Helyezés |
| Versenyző | Ellenfél Eredmény       | Ellenfél Eredmény   | Hely. | Ellenfél Eredmény    | Ellenfél Eredmény      | Ellenfél Eredmény           | Ellenfél Eredmény | Ellenfél Eredmény | Helyezés |
| --- | ----------------------- | ------------------- | ----- | -------------------- | ---------------------- | --------------------------- | ----------------- | ----------------- | -------- |
| Aradi Zsanett Bernáth Réka Boros Berta Dúl Panka Kenyeres Anett Király Andrea Mányoky Réka Mérész Beatrix Salamon Zsófia Szerencsés Tamara Varga Sára Wentzel Nóra | Argentína (ARG) · 63–49 | Japán (JPN) · 59–64 | 2.    | Tajvan (TPE) · 72–75 | Brazília (BRA) · 66–61 | Lengyelország (POL) · 64–52 |                   |                   | 5.       |

## Ritmikus gimnasztika

### Női
| Versenyző       | Versenyszám      | Karika | Karika | Labda  | Labda | Buzogány | Buzogány | Szalag | Szalag | Összesen | Helyezés |
| Versenyző       | Versenyszám      | Pont   | Hely.  | Pont   | Hely. | Pont     | Hely.    | Pont   | Hely.  | Összesen | Helyezés |
| --------------- | ---------------- | ------ | ------ | ------ | ----- | -------- | -------- | ------ | ------ | -------- | -------- |
| Pigniczki Fanni | Egyéni összetett | 33,250 | 1.     | 32,350 | 1.    | 31,650   | 1.       | 29,550 | 2.     | 126,800  |          |

| Versenyző       | Versenyszám | Összesen | Helyezés |
| --------------- | ----------- | -------- | -------- |
| Pigniczki Fanni | Karika      | 29,050   | 7.       |
| Pigniczki Fanni | Labda       | 32,650   |          |
| Pigniczki Fanni | Buzogány    | 30,700   | 4.       |
| Pigniczki Fanni | Szalag      | 28,800   | 4.       |

## Sportlövészet

### Férfi
| Versenyző                             | Versenyszám                       | Selejtező | Selejtező | Döntő   | Döntő    |
| Versenyző                             | Versenyszám                       | Pont      | Helyezés  | Pont    | Helyezés |
| ------------------------------------- | --------------------------------- | --------- | --------- | ------- | -------- |
| Szemán Dávid                          | Légpisztoly 10 m                  | 565       | 29.       | kiesett | kiesett  |
| Kiss Viktor                           | Légpuska 10 m                     | 623,4     | 24.       | kiesett | kiesett  |
| Kiss Viktor                           | Sportpuska, összetett 50 m        | 1159      | 20.       | kiesett | kiesett  |
| Dénes András                          | Légpuska 10 m                     | 620,9     | 28.       | kiesett | kiesett  |
| Dénes András                          | Sportpuska, összetett 50 m        | 1165      | 14.       | kiesett | kiesett  |
| Hammerl Soma                          | Légpuska 10 m                     | 627,1     | 9.        | kiesett | kiesett  |
| Hammerl Soma                          | Sportpuska, összetett 50 m        | 1168      | 11.       | kiesett | kiesett  |
| Kiss Viktor Dénes András Hammerl Soma | Légpuska 10 m csapat              |           |           | 1871,4  | 6.       |
| Kiss Viktor Dénes András Hammerl Soma | Sportpuska, összetett 50 m csapat |           |           | 3492    | 4.       |

### Női
| Versenyző                                      | Versenyszám                       | Selejtező | Selejtező | Elődöntő | Elődöntő | Döntő   | Döntő    |
| Versenyző                                      | Versenyszám                       | Pont      | Helyezés  | Pont     | Helyezés | Pont    | Helyezés |
| ---------------------------------------------- | --------------------------------- | --------- | --------- | -------- | -------- | ------- | -------- |
| Bajos Gitta                                    | Légpuska 10 m                     | 626,7     | 19.       |          |          | kiesett | kiesett  |
| Dénes Eszter                                   | Légpuska 10 m                     | 628,8     | 10.       |          |          | kiesett | kiesett  |
| Lovász Dorina                                  | Légpuska 10 m                     | 626,7     | 18.       |          |          | kiesett | kiesett  |
| Lovász Dorina                                  | Sportpuska, összetett 50 m        | 1162      | 30.       |          |          | kiesett | kiesett  |
| Horváth Lea                                    | Sportpuska, összetett 50 m        | 1157      | 34.       |          |          | kiesett | kiesett  |
| Toma Dorina                                    | Sportpuska, összetett 50 m        | 1168      | 16.       |          |          | kiesett | kiesett  |
| Fleischer Bernadett                            | Légpisztoly 10 m                  | 532       | 43.       |          |          | kiesett | kiesett  |
| Domsits Olivia                                 | Légpisztoly 10 m                  | 562       | 25.       |          |          | kiesett | kiesett  |
| Domsits Olivia                                 | Pisztoly 25 m                     | 278       | 28        | 484      | 32.      | kiesett | kiesett  |
| Fábián Sára                                    | Légpisztoly 10 m                  | 579       | 1.        |          |          | 235,3   |          |
| Fábián Sára                                    | Pisztoly 25 m                     | 287       | 12.       | 576      | 7.       | 30      |          |
| Bajos Gitta Dénes Eszter Lovász Dorina         | Légpuska 10 m csapat              |           |           |          |          | 1882,2  |          |
| Horváth Lea Lovász Dorina Toma Dorina          | Sportpuska, összetett 50 m csapat |           |           |          |          | 3487    | 5.       |
| Domsits Olivia Fábián Sára Fleischer Bernadett | Légpisztoly 10 m csapat           |           |           |          |          | 1673    | 9.       |

### Vegyes
| Versenyző                 | Versenyszám      | Selejtező | Selejtező | Elődöntő | Elődöntő | Döntő   | Döntő    |
| Versenyző                 | Versenyszám      | Pont      | Helyezés  | Pont     | Helyezés | Pont    | Helyezés |
| ------------------------- | ---------------- | --------- | --------- | -------- | -------- | ------- | -------- |
| Fábián Sára Szemán Dávid  | Légpisztoly 10 m | 565       | 12.       | kiesett  | kiesett  | kiesett | kiesett  |
| Dénes Eszter Hammerl Soma | Légpuska 10 m    | 627.9     | 7.        | 415.2    | 8.       | kiesett | kiesett  |

## Taekwondo

### Női
| Versenyző         | Versenyszám | 32-es főtábla     | Nyolcaddöntő                | Negyeddöntő       | Elődöntő          | Döntő             | Helyezés |
| Versenyző         | Versenyszám | Ellenfél Eredmény | Ellenfél Eredmény           | Ellenfél Eredmény | Ellenfél Eredmény | Ellenfél Eredmény | Helyezés |
| ----------------- | ----------- | ----------------- | --------------------------- | ----------------- | ----------------- | ----------------- | -------- |
| Patakfalvy Luca   | -53 kg      |                   | Oleszczuk Lucja (POL) · 1–2 | kiesett           | kiesett           | kiesett           | kiesett  |
| Patakfalvy Csenge | -62kg       |                   | Lim Geumbyeol (KOR) · 0–2   | kiesett           | kiesett           | kiesett           | kiesett  |

## Úszás

### Női
| Versenyző             | Versenyszám    | Előfutam   | Előfutam   | Előfutam   | Elődöntő | Elődöntő | Elődöntő | Döntő   | Döntő    |
| Versenyző             | Versenyszám    | Idő        | Hely.      | Össz.      | Idő      | Hely.    | Össz.    | Idő     | Helyezés |
| --------------------- | -------------- | ---------- | ---------- | ---------- | -------- | -------- | -------- | ------- | -------- |
| Hatházi Dóra          | 50 m pillangó  | 27,99      | 2.         | 27.        | kiesett  | kiesett  | kiesett  | kiesett | kiesett  |
| Hatházi Dóra          | 100 m pillangó | 1:00,15    | 5.         | 10.        | 59,99    | 5.       | 12.      | kiesett | kiesett  |
| Hatházi Dóra          | 200 m pillangó | 2:12,47    | 1.         | 2.         | 2:09,73  | 1.       | 2.       | 2:10,18 | 4.       |
| Ilyés Laura Vanda     | 200 m vegyes   | 2:20,88    | 6.         | 14.        | 2:19,43  | 6.       | 12.      | kiesett | kiesett  |
| Ilyés Laura Vanda     | 400 m vegyes   | 4:58,79    | 5.         | 9.         |          |          |          | kiesett | kiesett  |
| Késely Ajna           | 200 m gyors    | nem indult | nem indult | nem indult | kiesett  | kiesett  | kiesett  | kiesett | kiesett  |
| Késely Ajna           | 400 m gyors    | 4:15,90    | 4.         | 7.         |          |          |          | 4:09,50 |          |
| Késely Ajna           | 800 m gyors    | nem indult | nem indult | nem indult | kiesett  | kiesett  | kiesett  | kiesett | kiesett  |
| Ollé Mónika           | 50 m pillangó  | 27,11      | 6.         | 15.        | 27,14    | 8.       | 15.      | kiesett | kiesett  |
| Sebestyén Dalma       | 100 m pillangó | 59,65      | 3.         | 5.         | 59,60    | 5.       | 8.       | 59,66   | 7.       |
| Sebestyén Dalma       | 200 m pillangó | 2:13,71    | 1.         | 5.         | 2:10,95  | 3.       | 5.       | 2:09,12 |          |
| Sebestyén Dalma       | 200 m vegyes   | 2:16,43    | 2.         | 3.         | 2:14,09  | 1.       | 1.       | 2:13,44 |          |
| Szabó-Feltóthy Eszter | 100 m hát      | 1:03,91    | 7.         | 17.        | kiesett  | kiesett  | kiesett  | kiesett | kiesett  |
| Szabó-Feltóthy Eszter | 200 m hát      | 2:13,31    | 1.         | 3.         | 2:11,21  | 1.       | 1.       | 2:10,77 |          |
| Szabó-Feltóthy Eszter | 200 m gyors    | 2:02,77    | 1.         | 12.        | 2:01,78  | 7.       | 11.      | kiesett | kiesett  |
| Sztankovics Anna      | 50 m gyors     | nem indult | nem indult | nem indult | kiesett  | kiesett  | kiesett  | kiesett | kiesett  |
| Sztankovics Anna      | 50 m mell      | 31,51      | 1.         | 2.         | 31,70    | 2.       | 2.       | 31,68   | 4.       |

## Vízilabda

### Férfi
| Versenyző | Csoportkör             | Csoportkör                | Csoportkör         | Csoportkör                | Hely. | Negyeddöntő       | Elődöntő                       | Döntő                     | Helyezés |
| Versenyző | Ellenfél Eredmény      | Ellenfél Eredmény         | Ellenfél Eredmény  | Ellenfél Eredmény         | Hely. | Ellenfél Eredmény | Ellenfél Eredmény              | Ellenfél Eredmény         | Helyezés |
| --- | ---------------------- | ------------------------- | ------------------ | ------------------------- | ----- | ----------------- | ------------------------------ | ------------------------- | -------- |
| Ágh György Aranyi Máté Baksa Benedek Batizi Benedek Bóbis Botond Dala Döme Máté Danka Benedek Ekler Bendegúz Kevi Bendegúz Mizsei Márton Nyíri Balázs Sugár Péter Szeghalmi Zsombor | Szingapúr (SIN) · 27–2 | Németország (GER) · 18–13 | Japán (JPN) · 17–6 | Görögország (GRE) · 13–13 | 1.    | Kína (CHN) · 19–7 | Egyesült Államok (USA) · 11–10 | Olaszország (ITA) · 11–13 |          |

## Vívás

### Férfi
| Versenyző                                                     | Versenyszám      | 128-as főtábla         | 64-es főtábla                        | 32-es főtábla                     | Nyolcaddöntő                    | Negyeddöntő               | Elődöntő                    | Bronz- mérkőzés           | Döntő                      | Helyezés |
| Versenyző                                                     | Versenyszám      | Ellenfél Eredmény      | Ellenfél Eredmény                    | Ellenfél Eredmény                 | Ellenfél Eredmény               | Ellenfél Eredmény         | Ellenfél Eredmény           | Ellenfél Eredmény         | Ellenfél Eredmény          | Helyezés |
| ------------------------------------------------------------- | ---------------- | ---------------------- | ------------------------------------ | --------------------------------- | ------------------------------- | ------------------------- | --------------------------- | ------------------------- | -------------------------- | -------- |
| Bányai Zsombor                                                | Párbajtőr        | Golob Lan (SLO) · 15–4 | Michalak Damian (POL) · 15–12        | Si To Jian Tong (SIN) · 11–15     | kiesett                         | kiesett                   | kiesett                     | kiesett                   | kiesett                    | kiesett  |
| Fenyvesi Csaba                                                | Párbajtőr        |                        | Rubes Martin (CZE) · 10–15           | kiesett                           | kiesett                         | kiesett                   | kiesett                     | kiesett                   | kiesett                    | kiesett  |
| Kovács Gergely                                                | Párbajtőr        |                        | Wu Joseph Pan (USA) · 15–4           | Kim Daeeon (KOR) · 15–13          | Xiu Yuhan (CHN) · 10–15         | kiesett                   | kiesett                     | kiesett                   | kiesett                    | kiesett  |
| Keszthelyi Péter                                              | Párbajtőr        |                        | Tauriainen Topias (FIN) · 15–5       | Wang Zijie (CHN) · 9–15           | kiesett                         | kiesett                   | kiesett                     | kiesett                   | kiesett                    | kiesett  |
| Frühauf Benjámin                                              | Tőr              |                        | Chen Chih-Chieh (TPE) · 15–14        | Loisel Pierre (FRA) · 4–15        | kiesett                         | kiesett                   | kiesett                     | kiesett                   | kiesett                    | kiesett  |
| Benyus Attila                                                 | Tőr              |                        | Rosenfeld Roey Eliyahu (ISR) · 15–14 | Chastanet Maximilien (FRA) · 8–15 | kiesett                         | kiesett                   | kiesett                     | kiesett                   | kiesett                    | kiesett  |
| Korom Erik                                                    | Tőr              |                        | Lombardi Giulio (ITA) · 6–15         | kiesett                           | kiesett                         | kiesett                   | kiesett                     | kiesett                   | kiesett                    | kiesett  |
| Mihályi Andor                                                 | Tőr              |                        | Lim Tzien Yih (SIN) · 15–4           | Rapoport Yaakov (ISR) · 15–14     | Cheung Ka Long (HKG) · 5–15     | kiesett                   | kiesett                     | kiesett                   | kiesett                    | kiesett  |
| Rabb Krisztián                                                | Kard             |                        |                                      | Xu Haojun (CHN) · 15–14           | Park Sangwon (KOR) · 12–15      | kiesett                   | kiesett                     | kiesett                   | kiesett                    | kiesett  |
| Noseda Szabolcs                                               | Kard             |                        | Kalender Muhammed (TUR) · 12–15      | kiesett                           | kiesett                         | kiesett                   | kiesett                     | kiesett                   | kiesett                    | kiesett  |
| Horváth Gergő                                                 | Kard             |                        | Chen Colin Ya Zheng (AUS) · 15–7     | Dubarry Baptiste (FRA) · 15–12    | Sarkissyan Artyom (KAZ) · 15–13 | Bonah Luis (GER) · 15–10  | Jarry Samuel (FRA) · 15–8   | wheat                     | Park Sangwon (KOR) · 12–15 |          |
| Galgóczy Tamás                                                | Kard             |                        | Sattarkhan Nazarbay (KAZ) · 15–13    | kiesett                           | kiesett                         | kiesett                   | kiesett                     | kiesett                   | kiesett                    | kiesett  |
| Bányai Zsombor Fenyvesi Csaba Kovács Gergely Keszthelyi Péter | Párbajtőr csapat |                        |                                      |                                   | Szingapúr (SIN) · 45–29         | Ukrajna (UKR) · 40–39     | Franciaország (FRA) · 40–45 | Olaszország (ITA) · 25–45 |                            | kiesett  |
| Frühauf Benjámin Benyus Attila Korom Erik Mihályi Andor       | Tőr csapat       |                        |                                      |                                   | Tajvan (TPE) · 45–31            | Olaszország (ITA) · 15–45 | kiesett                     | kiesett                   | kiesett                    | kiesett  |
| Rabb Krisztián Noseda Szabolcs Horváth Gergő Galgóczy Tamás   | Kard csapat      |                        |                                      |                                   | Hongkong (HKG) · 45–22          | Japán (JPN) · 42–45       | kiesett                     | kiesett                   | kiesett                    | kiesett  |

### Női
| Versenyző                                             | Versenyszám      | 128-as főtábla    | 64-es főtábla                         | 32-es főtábla                 | Nyolcaddöntő                | Negyeddöntő                  | Elődöntő           | Bronz- mérkőzés     | Döntő             | Helyezés |
| Versenyző                                             | Versenyszám      | Ellenfél Eredmény | Ellenfél Eredmény                     | Ellenfél Eredmény             | Ellenfél Eredmény           | Ellenfél Eredmény            | Ellenfél Eredmény  | Ellenfél Eredmény   | Ellenfél Eredmény | Helyezés |
| ----------------------------------------------------- | ---------------- | ----------------- | ------------------------------------- | ----------------------------- | --------------------------- | ---------------------------- | ------------------ | ------------------- | ----------------- | -------- |
| Gnám Tamara                                           | Párbajtőr        |                   | Chan Tsz Ching (HKG) · 15–8           | Saito Hana (JPN) · 11–15      | kiesett                     | kiesett                      | kiesett            | kiesett             | kiesett           | kiesett  |
| Tóth Jázmin                                           | Párbajtőr        |                   |                                       | Romeo Virginia (SUI) · 12–11  | Muhari Eszter (HUN) · 6–15  | kiesett                      | kiesett            | kiesett             | kiesett           | kiesett  |
| Kardos Edina                                          | Párbajtőr        |                   | Saligerova Katerina (CZE) · 15–13     | Wu Amelia Helen (USA) · 13–15 | kiesett                     | kiesett                      | kiesett            | kiesett             | kiesett           | kiesett  |
| Muhari Eszter                                         | Párbajtőr        |                   | Altangerel Myagmartseren (MGL) · 15–6 | Xu Nuo (CHN) · 12–11          | Tóth Jázmin (HUN) · 15–6    | Terayama Tamaki (JPN) · 9–12 | kiesett            | kiesett             | kiesett           | kiesett  |
| Pöltz Anna                                            | Tőr              |                   |                                       | Fu Yiting (CHN) · 7–15        | kiesett                     | kiesett                      | kiesett            | kiesett             | kiesett           | kiesett  |
| Nekifor Erika                                         | Tőr              |                   | Tomczak Renata (POL) · 15–10          | Chen Qingyuan (CHN) · 5–15    | kiesett                     | kiesett                      | kiesett            | kiesett             | kiesett           | kiesett  |
| Kovács Réka                                           | Tőr              | kiesett           | kiesett                               | kiesett                       | kiesett                     | kiesett                      | kiesett            | kiesett             | kiesett           | kiesett  |
| Mesteri Viktória                                      | Tőr              |                   | Wieczorek Aleksandra (POL) · 15–13    | Rossini Serena (ITA) · 8–15   | kiesett                     | kiesett                      | kiesett            | kiesett             | kiesett           | kiesett  |
| Gnám Tamara Tóth Jázmin Kardos Edina Muhari Eszter    | Párbajtőr csapat |                   |                                       |                               | Üzbegisztán (UZB) · 39–32   | Dél-Korea (KOR) · 41–40      | Kína (CHN) · 39–45 | Japán (JPN) · 42–33 |                   |          |
| Pöltz Anna Nekifor Erika Kovács Réka Mesteri Viktória | Tőr csapat       |                   |                                       |                               | Lengyelország (POL) · 39–44 | kiesett                      | kiesett            | kiesett             | kiesett           | kiesett  |